# Žižkova lípa (Boskovice)
Žižkova lípa v Boskovicích (také známa jako Zámecká lípa) patří mezi české památné stromy pojmenované po husitském vůdci Janu Žižkovi. Původ označení ale není jasný, lípa není tak stará, aby mohla hejtmana pamatovat (přesto je nejstarším stromem v Boskovicích) a zřejmě nebyla ani vysazena na jeho počest, bývala totiž řadovým stromem aleje.

## Základní údaje
- název: Žižkova lípa, Zámecká lípa
- výška: 15 m,[1] 18 m[3]
- obvod: 476 cm,[1] 440 cm (v 1 m)[3]
- věk: 300 let[3]
- sanace: prořez, vazba koruny

Lípa byla původně součást aleje vedoucí od města k dominikánskému klášteru. Mezi jednotlivými stromy bývaly umístěné barokní sochy světců. Klášter byl v letech 1819–1826 přestavěn na současný zámek. Z původního stromořadí se tato lípa dochovala jako poslední, stojí před plotem zámeckého parku na červené turistické trase.
Strom je výrazně nesouměrný, nakloněný. Kmen se větví ve výšce zhruba 150 centimetrů – z toho důvodu bývá obvod měřen níže, v jednom metru. Nejnižší z kosterních větví je mírně nakloněná směrem k chodníku, tři vyšší se výrazně vyklánějí směrem k zámku. Na větvích je patrný ořez z dřívější doby, korunu zpevňuje ocelové lano.

## Památné a významné stromy v okolí
- Dub u hradu Boskovice
- Jinan u zámku Boskovice